# A Glorious Day (Roussel)
A Glorious Day est une œuvre pour orchestre d'harmonie d'Albert Roussel composée en 1932.

## Présentation
A Glorious Day de Roussel, composé en novembre et décembre 1932, est écrit à l'intention d'Edwin Franko Goldman (en), président de l'American Bandmasters Association (en). 
L’œuvre est créée à New York le 19 juin 1933 par le Goldman Band (en) et la partition est publiée la même année par Durand. 
La première audition française est donnée à Paris le 14 juillet 1933 par l'orchestre de la Garde républicaine.
Le morceau porte le numéro d'opus 48 et, dans le catalogue des œuvres du compositeur établi par la musicologue Nicole Labelle, le numéro L 61.

## Analyse
Damien Top analyse la pièce comme un « mouvement de symphonie cohérent déclinant trois thèmes en si bémol majeur, sorte d'hymne au soleil avec partie centrale toute poétique ».
La durée moyenne d'exécution de A Glorious Day est de six minutes trente environ.

## Discographie
- Albert Roussel Edition, CD 7, Musique des gardiens de la paix, Désiré Dondeyne (dir.), Erato 0190295489168, 2019[6].
- Songs of the Earth, The United States Air Force Band, Lowell Graham (dir.), Klavier Records K 11159, 2006.